# Jeanne d'Évreux
Jeanne d'Évreux (n. 1310, Évreux, Haute-Normandie, Franța – d. 4 martie 1371, Brie-Comte-Robert, Île-de-France, Franța) a fost a treia soție și verișoară a regelui Carol al IV-lea al Franței. A fost fiica lui Louis d'Évreux și a Margaretei de Artois. Nu a avut un moștenitor masculin, ceea ce a cauzat sfârșitul Casei Capet. Pentru că erau veri primari, cuplul a cerut permisiunea papală de la Papa Ioan al XXII-lea pentru a se căsători.
Ioana și Carol au avut două fiice: Maria și Blanche.
1. 1 2 3 4 5  Kindred Britain